# Rhodesian Ridgeback

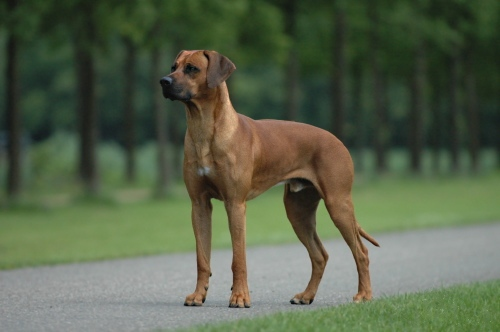

Rhodesian Ridgeback este numele unei rase de câini care face parte din grupul ogarilor.